# Voinova
Voinova è un comune della Moldavia situato nel distretto di Strășeni di 1.705 abitanti al censimento del 2004.